# Ardisia sagoensis
Ardisia sagoensis är en viveväxtart som beskrevs av C.M.Hu. Ardisia sagoensis ingår i släktet Ardisia och familjen viveväxter. Inga underarter finns listade i Catalogue of Life.